# Gli angeli di Borsellino
Gli angeli di Borsellino (engelsk: The Angels of Borsellino) er en film fra 2003, skrevet og instrueret af den italienske instruktør Rocco Cesareo.

## Plot
Emanuela er hyret som politibodyguard for dommeren Paolo Borsellino. I filmen snakker hun om sit arbejde og frygt i de 57 dage (fra 13. maj til 19. juli 1992) hvor mordet på Giovanni Falcone og mordet på Borsellino fandt sted.